# Ниагара-Фолс (Нью-Йорк)
Ниага́ра-Фо́лс (Niagara Falls) — американский город в штате Нью-Йорк, названный в честь расположенного рядом Ниагарского водопада. На противоположном берегу реки Ниагары лежит одноимённый канадский город. Города-близнецы соединены арочным Радужным мостом (1941, более ранний обрушился в 1938 г.). Население города — 50 тыс. жит. (2010, в 2000 — 55,5 тыс.).

## История
У впадения реки Ниагары в озеро Онтарио в 1678 г. Ла Саль заложил форт Конти. Ла Саль был первым европейцем попавшим в эти земли. Для охраны стратегически расположенного волока рядом с водопадом французами было построено небольшое деревянное укрепление. В ходе Семилетней войны обоими фортами овладели англичане. На месте нынешнего города в 1761 г. был построен форт Шлёссер. Во время войны 1812 года его разорили и сожгли американцы.
В 1805 г. рядом с мельницей появляется село под названием Манчестер. Индейцам племени тускарора было разрешено селиться в резервации (ныне одной из старейших, в 14 км от современного города). Привлечённые плодородием земель, «белые» поселенцы заселили и другие деревни вдоль реки — Кларксвиль и Саспеншн-Бридж. К концу XIX века все эти поселения объединились в город Ниагара-Фоллс. В 1856 г. поблизости был основан Университет Ниагары.

## Экономика
В 1880-е гг. местная энергетическая компания начала эксплуатировать мощный речной поток для выработки электроэнергии, которой снабжала север штата Нью-Йорк. Ниагарскую ГЭС (пущена в 1895) проектировал Никола Тесла, которому в городе поставлен памятник. Ниагара-Фоллс становится индустриальным центром Ржавого пояса. Как и другие города в его составе, Ниагара-Фоллс начал испытывать экономические трудности в конце XX века в связи с выводом промышленных производств в развивающиеся страны.
Традиционным подспорьем жителей является туризм. Ежегодно посмотреть на водопады приезжают миллионы любопытных, преимущественно из Северной Америки. Популярности городу добавили такие фильмы, как «Ниагара» с Мэрилин Монро. В состав Ниагарского заповедного парка (основан в 1885) входят небольшие острова на реке и геологический музей, посвящённый истории водопадов.

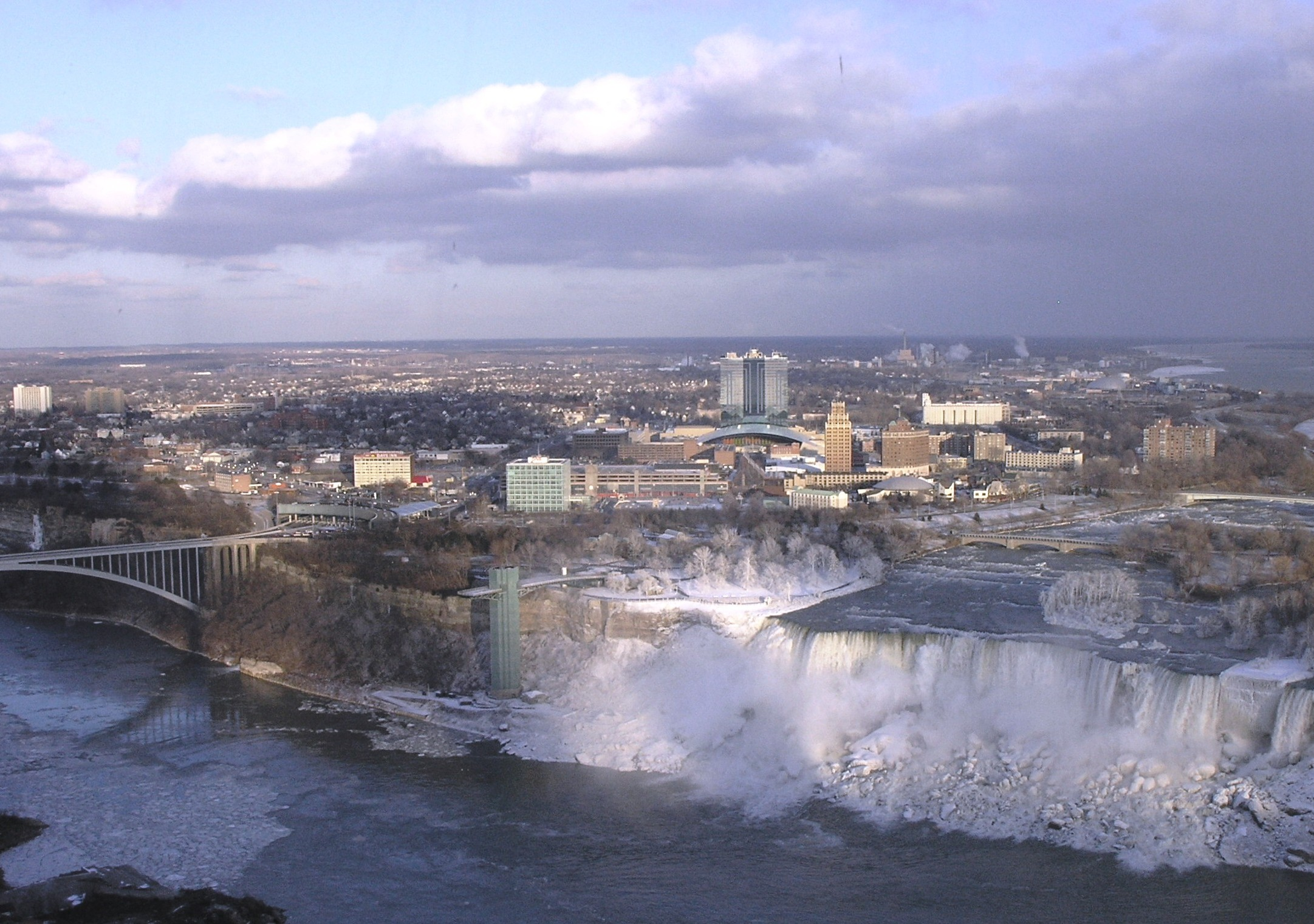
Вид на город Ниагара-Фолс и Ниагарский водопад